# 松元克央
松元克央（日语：／ Matsumoto Katsuhiro，1997年2月28日—）生于福岛县磐城市，后移居至千叶县市川市，是一名日本男子游泳运动员，主攻自由泳。他的外号是，据其本人称，在小学时有不少同学如此称呼他，其寓意是“像鲣（日语假名同为）那样不知疲倦地游泳”。身高187公分。2013年，松元获得千叶县优秀个人运动员奖。2015年，他进入明治大学政治经济学部。2019年，在世界游泳錦標賽上以破日本紀錄的成績獲得男子200米自由泳銀牌。